# Biwia tama
Biwia tama är en fiskart som beskrevs av Oshima, 1957. Biwia tama ingår i släktet Biwia och familjen karpfiskar. Inga underarter finns listade.